# 席德·梅爾
西德尼·K·「席德」·梅爾（英語：Sidney K. "Sid" Meier，1954年2月24日—），出生在加拿大安大略省，是遊戲程式設計師與遊戲設計師。梅爾對電子遊戲業作出了巨大貢獻，尤其在策略類遊戲的開發方面取得許多突破性的成就。他參與開發的許多優秀的電子遊戲產品也因而冠以席德·梅爾的名字。

## 早年生活和教育
梅爾生在加拿大安大略省的薩尼亞市，父母是荷蘭和瑞士裔，使他身為加拿大和瑞士公民。幾年之後，舉家搬到美國的密西根州，梅爾在那地方長大。他攻讀歷史和電腦科學，並於1975年，獲得密西根大學電腦科學學位。

## 事業
1982年，席德·梅爾在和比尔·斯蒂利（Bill Stealy）共同创办MicroProse。在MicroProse，梅爾开发出了使他声名大噪的文明帝國系列游戏。
梅爾於1996年離開MicroProse公司，同年與遊戲業經營老手傑夫·布里格斯創辦了Firaxis遊戲公司。現在，費拉克西遊戲公司製作策略類遊戲，其中很多都是帶著席德·梅爾標題的經典遊戲的續作，比方說《文明IV》和《席德·梅爾的海盜》。在1996年，梅爾成為第二個入選互動藝術和科學學院名人堂的遊戲業人士。第一個獲得此榮譽的是任天堂的宮本茂。
梅爾和他的小組在2000年開始製作一款以恐龍為主題的遊戲，並於1月24日在網絡開發日誌上公佈，但在2001年這款遊戲被束之高閣。雖然嘗試了各種方法，包括回合制戰略和實時策略的遊戲方式，但梅爾說他無法使遊戲的主題變得足夠有趣。在2005年8月，梅爾說：“近幾年我們被不停忙於製作其他遊戲，所以這款恐龍遊戲沒有繼續開發。但是，我非常喜歡這個恐龍遊戲，等我有時間便會接著製作。 ”
席德·梅爾並不總是那些標有他名字遊戲的主設計師。例如，在《席德·梅尔的半人马座阿尔法星》和《席德·梅尔的殖民帝國》中布萊恩·雷諾茲都被標為第一設計師，而《文明IV》的第一設計師是索倫·約翰遜。現在梅爾像是一個創意總監，同時促成多個項目。
梅爾目前与妻子苏珊、儿子萊恩住在马里兰的亨特谷。

## 逸闻

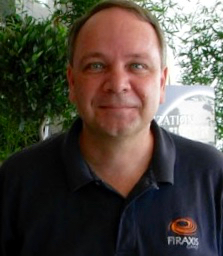
2007年的席德·梅爾

- 席德·梅爾的形像在文明I和文明III中作為科技顧問出現。
- 在文明IV游戏指南中出现了一个有着席德·梅尔造型和声音的角色。
- 一些席德·梅爾最受歡迎的遊戲的靈感來源於弗朗西斯·垂修所發明的棋類遊戲。最早版本的鐵路大亨和文明中對這些靈感表示感謝：鐵路大亨的靈感來源於垂修的鐵路建造遊戲“1892”，而文明則來源於垂修的同名遊戲。垂修設計的西班牙海盜應該也是“海盜”的靈感來源，但似乎還沒有書面證據。 1998年微文公司收購了垂修的哈特蘭德三葉草公司，排除了版權爭議。
- 在席德·梅尔的半人马星座中有一个隐藏的叫费拉克西的派系，领导人为席德·梅尔，用派系编辑器可以打开。

## 游戏
以下按年份列出其比较著名的作品。
- 王牌战机（1982年），是梅尔第一次以主创人员制作的游戏。
- 王牌悍机（1982年）
- 弗洛伊德的丛林（1982年）
- 北约指挥官（1984年）
- 首航（1984）
- 接近肯尼迪（1985年）
- F-15鷹式戰鬥機（1985），是最早的战斗飞行模拟游戏之一。
- 沉默使命（1985），一个二战潜艇模拟游戏，梅尔第一次尝试不使用仪表舱。
- 席德·梅爾的海盜（1987年）
- F-19隱形飛機（1988年）
- F-15獵鷹II（1989年）
- 隱秘行動（1990年）
- 鐵路大亨（1990年），一個經濟類模擬遊戲，它逼真地描繪了美國與歐洲早期的鐵路發展，那是一個鐵路公司之間的競爭十分激烈的年代。這個系列現在有四部作品。
- 文明（1991年），目前為止梅爾最成功的作品。它被譯為多種語言，銷售超過6百萬份。這是一個回合制戰略遊戲。
- 海盜黃金版（1993年）
- 殖民帝國（1994年），是一個主題為早期歐洲在新世界中殖民的回合制戰略遊戲，遊戲的時間跨度為1492年至1850年的獨立時代。想要獲得勝利，玩家必須宣布獨立，並且贏得與歐洲殖民者（包括法國、英國、荷蘭和西班牙）進行的革命戰爭的勝利。
- 文明II（1996年），是《文明》的續作。布賴恩·雷諾茲是遊戲的首席設計師。
- 北與南蓋茲堡戰役（1997年）
- 席德·梅爾的安提塔姆戰役（1998年），《北與南蓋茲堡戰役》和《安提塔姆戰役》是他的南北戰爭系列的一部分。
- 席德·梅爾的半人馬星座（1999年），布賴恩·雷諾茲是這個以外星文明為主題的遊戲的首席設計師。席德·梅爾的半人馬星座設定在一個完全不同的世界，以思想派別替代文明的劃分。這是一個更加全面的文明版本，有著獨特的經濟與獨一無二的軍事設計和外交。
- 文明III（2001年），是這個系列的第三個作品。有著更好的規則，圖像和遊戲操作。這個回合制戰略遊戲可以從遠古一直玩到現代。它獨特的外交與文化引進很像梅爾的另一個遊戲—席德·梅爾的半人馬星座，這使得該款文明是系列中迄今為止最好賣的。
- 席德·梅爾的模擬高爾夫（2002年），與Maxis的模擬系列主創人合作項目。
- 席德·梅爾的海盜（2004年），是1987年廣受歡迎的席德·梅爾的海盜的續作，增強了畫面效果，並且根本的改變了遊戲方式，增添了全新的交際舞部分。
- 文明IV，於2005年八月25日發售。文明IV以一個完全的三維引擎代替了在文明II和III中使用的等比例地圖。這個版本增加了宗教觀念，這同時建立於文化和外交原理從原來的具體化。
- 席德·梅爾之鐵路，於2006年10月27日發售。當Take-Two關閉PopTop Software小組並將其加入Firaxis，梅爾再次成為鐵路大亨系列的負責人，而這個遊戲也成為了《鐵路大亨3》的續集。
- 文明V，於2010年9月21日發售。文明V繼續沿用了前作IV中的三維視圖，畫面卻較前作有著質的變化。其最大的改動是將前作的網格改成了六角格機制，採用了嶄新的戰鬥系統、深度的外交互動、以及各種遊戲功能，將令玩家獲得豐富的遊戲體驗。在文明五中，領袖有了自己的聲音、動作等前作中沒有的部分，可以說是一個大膽的創新。
- 文明VI，于2016年10月21日发售，亦为该系列25周年的庆祝作品。该作沿袭了《文明V》中的六角地图机制，但亦增加了部分新系统及功能。同时本作采用了预期使其易于进行修改的新引擎开发，并采用了比以往作品更为卡通化的外观，以保持简单的视觉效果。
- 文明VII，于2025年2月11日发售，为文明系列的最新作品。